# П'ятеро невідомих
П'ятеро невідомих — трилер 2006 року.

## Сюжет
П'ятеро чоловіків опритомнюють на занедбаному, наглухо закритому складі - один смертельно поранений і прикутий наручниками до труби, у другого зламаний ніс, третій пов'язаний, двоє залишилися - цілі, в синцях і саднах. У кожного амнезія.